# Osgood (Indiana)
Pour les articles homonymes, voir Osgood.
Osgood est une ville des États-Unis située dans le township de Center Township (en), dans le comté de Ripley (État d'Indiana). 
La population de la ville était de 1 624 habitants au recensement de 2010.